# Смерть Помпея
«Смерть Помпея» (фр. La Mort de Pompée) — трагедия в стихах французского драматурга Пьера Корнеля, впервые поставленная на сцене в 1643 году и опубликованная в 1644 году. Её относят ко «второй манере».
Действие пьесы происходит в 48 году до н. э. Римский полководец Гней Помпей Великий, потерпевший поражение в войне с Гаем Юлием Цезарем, бежит в Египет, но местный царь Птолемей вероломно убивает его. Вдова Помпея Корнелия бросает вызов Цезарю. До Корнеля этот сюжет использовал Робер Гарнье в трагедии «Корнелия».
Исследователи отмечают, что в отличие от предыдущих трагедий Корнеля на римскую тему («Гораций» и «Цинна») «Смерть Помпея» явным образом направлена против абсолютизма (эта тенденция усилилась позже в «Никомеде»).